# Pedara
Pedara é uma comuna italiana da região da Sicília, província de Catania, com cerca de 10 035 habitantes. Estende-se por uma área de 19 km², tendo uma densidade populacional de 528 hab/km². Faz fronteira com Mascalucia, Nicolosi, San Giovanni la Punta, Trecastagni, Tremestieri Etneo, Zafferana Etnea.

## Demografia
| Variação demográfica do município entre 1861 e 2011                               |
|                                                                                   |
| Fonte: Istituto Nazionale di Statistica (ISTAT) - Elaboração gráfica da Wikipedia |